# Essence Carson
Essence Carson (ur. 28 lipca 1986 w Paterson) – amerykańska koszykarka występująca na pozycjach rzucającej lub niskiej skrzydłowej.
W 2004 zaliczono ją do składów najlepszych zawodniczek stanu w siatkówce oraz lekkoatletyce. W tym samym roku została mistrzynią szkół średnich stanu New Jersey w biegu na 400 metrów.
Jest także artystką i producentką hip-hopową występująca pod pseudonimem Pr3pE. 12 listopada 2013 wydała swój debiutancki album - Broken Diary. Zrealizowała dwa teledyski do singli - „Hater” i „Love Letter”. Wpływa na jej twórczość mieli tacy wykonawcy jak: Stevie Wonder, Ray Charles, Jay-Z, MC Lyte, Missy Elliott, czy J. Cole. 25 marca 2016 wydała mixtape - No Subz, którego jest także producentką, napisała do niego także teksty.
27 lutego 2019 podpisała umowę z Phoenix Mercury.
17 sierpnia 2020 zawarła kontrakt z Connecticut Sun.

## Osiągnięcia

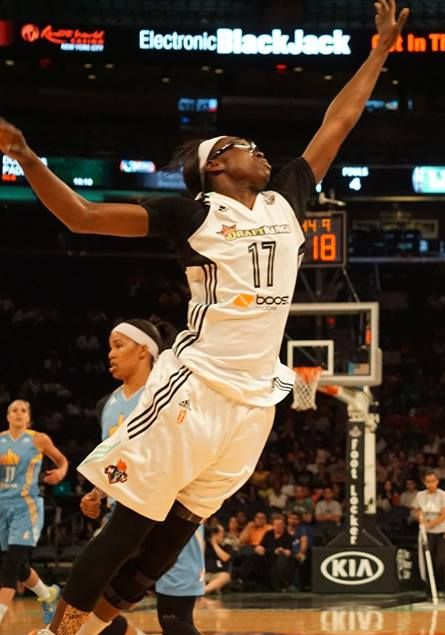
Carson w barwach New York Liberty (2015).

Stan na 21 marca 2021, na podstawie, o ile nie zaznaczono inaczej.

### NCAA
- Wicemistrzyni NCAA (2007)
- Uczestniczka rozgrywek:
  - Elite Eight (2005, 2007, 2008)
  - Sweet 16 turnieju NCAA (2005–2008)
- Mistrzyni:
  - turnieju konferencji Big East (2007)
  - sezonu regularnego konferencji Big East (2005, 2006)
- Obrońca roku Big East (2006–2008)
- Zaliczona do:
  - I składu:
    - turnieju:
      - Big East (2008)
      - Greensboro Regional (2008)

    - defensywnego Big East (2006–2008)
    - II składu Big East (2006, 2008)

  - składu Big East Academic All-Star (2005)

### WNBA
- Mistrzyni WNBA (2016)
- Wicemistrzyni WNBA (2017)
- Laureatka WNBA Community Assist Award (2015)
- Uczestniczka meczu gwiazd WNBA (2011)

### Drużynowe
- Mistrzyni:
  - Eurocup (2017)
  - Francji (2012)
  - Turcji (2017)
- Wicemistrzyni Euroligi (2012)
- Zdobywczyni pucharu:
  - Francji (2010)
  - Turcji (2017)
  - Królowej Hiszpanii (2013)
  - Izraela (2015)[9]
- Finalistka superpucharu Hiszpanii (2011)[10]

### Indywidualne
(* – nagrody przyznane przez portal eurobasket.com)
- Zaliczona do II składu ligi izraelskiej (2015)*[9]

### Reprezentacja
- Mistrzyni:
  - świata:
    - U–21 (2007)
    - U–19 (2005)

  - Ameryki:
    - U–20 (2006)
    - U–18 (2004)